# Bayerische Landesausstellung Bier 2016
Die Bayerische Landesausstellung Bier in Bayern fand vom 29. April 2016 bis 30. Oktober 2016 im niederbayerischen Aldersbach statt. Nach Angaben des Hauses der Bayerischen Geschichte war es die erfolgreichste bayerische Landesausstellung seit 2012 mit insgesamt 230.000 Besuchern. Eröffnet wurde die Ausstellung durch Ministerpräsident Horst Seehofer.
Der Grund für die Ausstellung zum Thema Bier war der 500. Jahrestag des Erlasses des bayerischen Reinheitsgebots. Eine Vielzahl von Exponaten zeigten die Kulturgeschichte des bayerischen „Nahrungsmittels“, darunter die Bier- und Wirtshauskultur, die verschiedenen Biersorten, Bierfeste, Revolten bei Bierpreiserhöhungen sowie historische Braugeräte. Speziell für die Ausstellung wurden extra zwei Biere in Zusammenarbeit von zwölf bayerischen Klosterbrauereien nach alter Tradition gebraut: Ein Pfortenbier (früher für Bedienstete und Besucher) und ein Konventbier (früher für die Mönche und wichtige Gäste). Im Rahmen der Landesausstellung konnten auch der historische und der moderne Teil der Brauerei Aldersbach besichtigt werden.
Für die Ausstellung wurde der Audioguide auf Bairisch vom Kabarettisten Hannes Ringlstetter gesprochen; von der Kabarettistin Luise Kinseher wurden in der Rolle als bayerischer Kellnerin aus der Zeit um 1900 vier Filmsequenzen eingespielt. Im Begleitprogramm der Ausstellung trat eine Vielzahl bayerischer Musiker und Kabarettisten auf.
Für Konzeption, Recherche und Durchführung wurde das Haus der Bayerischen Geschichte zusammen mit der Brauerei Aldersbach vom Bayerischen Brauerbund und dem Bayerischen Hotel- und Gaststättenverband mit der Goldenen BierIdee 2016 geehrt.